# Communauté de communes du Mézenc et de la Loire Sauvage
La communauté de communes du Mézenc et de la Loire Sauvage est une ancienne communauté de communes française, située dans le département de la Haute-Loire en région Auvergne-Rhône-Alpes.

## Historique
Elle a été créée le 30 décembre 1994. Elle s'appelait à l'origine « Communauté de communes du Mézenc » (CCM). Elle a changé une première fois de nom en mai 2000, pour devenir la Communauté de communes du Pays du Mézenc. Enfin, à la suite de l'adhésion en janvier 2011 de deux nouvelles communes, Alleyrac et Salettes, elle adopte la dénomination de « Communauté de communes du Mézenc et de la Loire sauvage ».
Le schéma départemental de coopération intercommunale,, approuvé le 4 mars 2016 par la commission départementale de coopération intercommunale de la Haute-Loire, prévoit la fusion, le 1er janvier 2017, de la communauté de communes du Mézenc et de la Loire Sauvage avec la communauté de communes du Meygal (moins les communes du Pertuis et de Saint-Hostien) au sein de la communauté de communes Mézenc - Loire - Meygal.
Cette fusion est confirmée par un arrêté du 4 octobre 2016.

## Territoire communautaire

### Composition
Elle était composée des dix-sept communes suivantes :
| Nom                       | Code Insee | Gentilé         | Superficie (km2) | Population (dernière pop. légale) | Densité (hab./km2) |
| ------------------------- | ---------- | --------------- | ---------------- | --------------------------------- | ------------------ |
| Fay-sur-Lignon (siège)    | 43092      | Faynois         | 13,24            | 375 (2014)                        | 28                 |
| Alleyrac                  | 43004      | Alleyracois     | 11,34            | 117 (2014)                        | 10                 |
| Chadron                   | 43047      | Chadronnais     | 13,62            | 278 (2014)                        | 20                 |
| Champclause               | 43053      |                 | 22,27            | 202 (2014)                        | 9,1                |
| Chaudeyrolles             | 43066      | Chaudeyrollais  | 18,90            | 101 (2014)                        | 5,3                |
| Les Estables              | 43091      | Establains      | 33,94            | 334 (2014)                        | 9,8                |
| Freycenet-la-Cuche        | 43097      |                 | 16,25            | 107 (2014)                        | 6,6                |
| Freycenet-la-Tour         | 43098      |                 | 7,93             | 96 (2014)                         | 12                 |
| Goudet                    | 43101      | Goudetois       | 4,50             | 58 (2014)                         | 13                 |
| Laussonne                 | 43115      | Laussonnais     | 25,11            | 1 013 (2014)                      | 40                 |
| Le Monastier-sur-Gazeille | 43135      | Monastérois     | 39,39            | 1 788 (2014)                      | 45                 |
| Moudeyres                 | 43144      | Moudeyrois      | 9,25             | 105 (2014)                        | 11                 |
| Présailles                | 43156      | Présaillous     | 22,23            | 147 (2014)                        | 6,6                |
| Saint-Front               | 43186      | Saint-Frontains | 52,33            | 424 (2014)                        | 8,1                |
| Saint-Martin-de-Fugères   | 43210      |                 | 20,87            | 211 (2014)                        | 10                 |
| Salettes                  | 43231      | Salettois       | 20,28            | 143 (2014)                        | 7,1                |
| Les Vastres               | 43253      | Vastrous        | 30,34            | 1 769 (2017)                      | 58                 |

### Démographie
| 1968  | 1975  | 1982  | 1990  | 1999  | 2008  | 2013  |
| ----- | ----- | ----- | ----- | ----- | ----- | ----- |
| 9 657 | 8 240 | 7 150 | 6 374 | 5 834 | 5 922 | 5 707 |

## Administration

### Siège
Le siège de la communauté de communes est situé à Fay-sur-Lignon.

### Présidence
- Son président est Philippe Delabre, maire DVD de Saint-Front, conseiller départemental du Canton du Mézenc.